# France Arhar
France Arhar, slovenski pravnik, bančnik in politik, * 24. april 1948, Ljubljana.
Arhar je leta 1971 diplomiral na Pravni fakulteti v Ljubljani, leta 1983 pa na isti ustanovi doktoriral s tezo Mednarodno sovlaganje kapitala in soodločanje delavcev. Poklicno kariero je začel v Narodni banki Slovenije, v obdobju med letoma 1988 in 1991 pa je bival v Frankfurtu, kjer je bil eden od direktorjev Banke LHB. Po vrnitvi v Slovenijo je bil 10 let guverner Banke Slovenije. Leta 2001 ga je na tem mestu zamenjal Mitja Gaspari.
V politiko je aktivno vstopil leta 2002, z neuspešno kandidaturo za predsednika Slovenije. Leta 2006 je s podporo Zbora za Ljubljano neuspešno kandidiral za župana Ljubljane in prejel 20,85 % glasov.
Leta 2001 je prejel Zlati častni znak svobode Republike Slovenije ob deseti obletnici osamosvojitve, za izjemne zasluge pri uvedbi in uveljavitvi slovenskega monetarnega sistema ob osamosvajanju Slovenije.